# ニコライ・ネクラーソフ

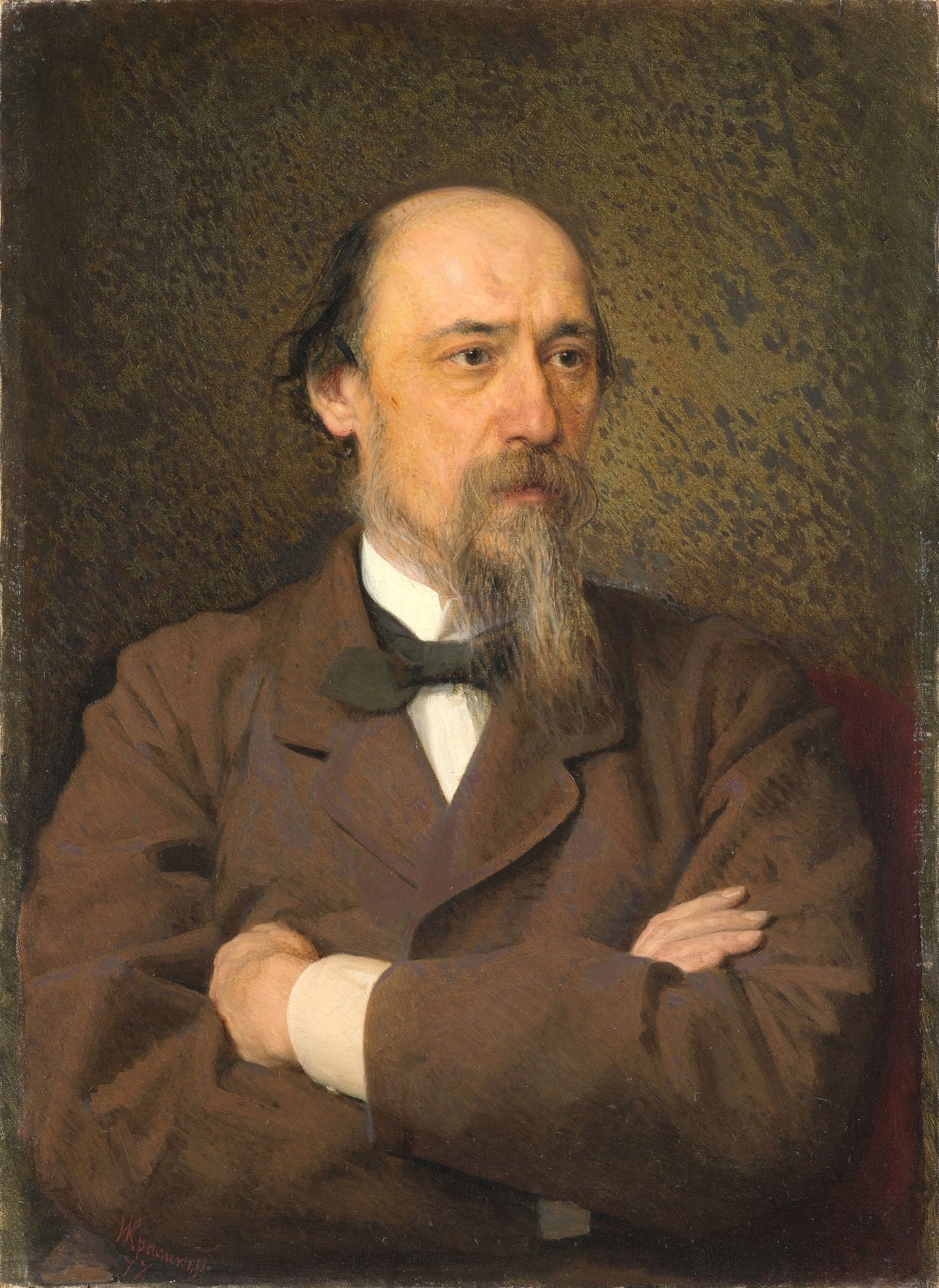
ニコライ・ネクラーソフ

ニコライ・アレクセーヴィチ・ネクラーソフ(ロシア語:Николай Алексеевич Некрасовニカラーイ・アリクスィェーイェヴィチュ・ニクラーサフ；ラテン文字転写の例:Nikolai Alekseevich Nekrasov、1821年12月10日（ユリウス暦11月28日） - 1878年1月8日）は、帝政ロシア時代の詩人、雑誌編集者である。

## 生涯
ポジーリ県（現在のウクライナ・ヴィーンヌィツャ州）の落ちぶれた地主貴族の子として生まれ、1832年にヤロスラヴリ市のギムナジージャ（8年制）に入学する。第5年級で中退した年、雑誌『祖国の子』に詩が初めて掲載された。父の意志にそむいて軍隊ではなくペテルブルクで大学文科の聴講生となったため仕送りを絶たれ、家庭教師や文筆の仕事で食いつなぐようになった。1840年に自費出版した初めての詩集『空想とひびき  Мечты и звуки』は、そのロマン派の模倣のためにベリンスキーに批判されはしたが、ベリンスキーとの交友を通じて、ロシアの現実の苛酷さに目覚めた。1846年に地主に堕落させられた娘を描き、農奴制への抗議に満ちた『旅にて』という詩を発表し、ベリンスキーやアレクサンドル・ゲルツェンの絶賛を受ける。
1843年以後はさまざまな文集の編集と出版経営を始めて次第に成功し、1847年にパナーエフとともにプーシキンが創刊した雑誌『同時代人 Современик』の発行者となり、革命的民主主義の機関誌としてその地位を確立させた。『同時代人』はチェルヌイシェフスキー、ドブロリューボフなどを編集同人として、ベリンスキーをはじめとした19世紀ロシア文学の巨匠・批評家のほとんどを結集させた観がある。1866年にこの雑誌が発行禁止されたため、1868年『祖国の記録  Отечественные записки』誌の発行権を買収し、死ぬまでその編集・発行にあたり、進歩思想運動の合法的機関とした。その晩年には、ツルゲーネフやトルストイなどのリベラル派とゲルツェンのような革命的民主主義者、チェルヌイシェフスキーなどのように社会主義に接近した人々の間で起こった見解の不一致をどうすることもできなくなっていた。
ネクラーソフはロシア思想の変革や矛盾に苦しみ、その詩ではプーシキンにもあった農民たちへの親近感をもっと尖鋭にし、詩人の社会に対する責任感を際だたせた。論争を挑み、現実の不正に抗議をするという形式が多いのもそのためである。ナロードニキにもっとも愛され、ロシア革命家たちの気分を代表する詩人であり、後のマヤコフスキー、エフトゥシェンコにさえ影響を及ぼした。社会への批判を詠んだ彼の詩には、アレクサンドル・ボロディン（「あそこに住んでいる奴らは」）、モデスト・ムソルグスキー（「カリストラート」、「イェリョムーシカの子守歌」）などがわずかではあるが曲を付け、現在も歌われている。

## 代表作品
- 1862年　「かりそめの騎士 Рыцарь на час」
- 1864年　「農民の子 Крестьянские дети」
- 1861年　「小間物屋　Коробейники」（「行商人」とも）
- 1863年　「赤鼻のマロース　Мороз,Красный」
- 1870年　「おじいさん　Дедушка」
- 1873年　「デカブリストの妻　Декабристки」*
- 1876年　「誰にロシアは住みよいか　Кому на Руси жить хорошо?」